# Bahnhof Kissimmee

Der Bahnhof Kissimmee ist ein Bahnhof im Fernverkehr und wird von Amtrak betrieben. Er befindet sich in Kissimmee im Osceola County in Florida.

## Geschichte
Der Bahnhof geht auf ein Betriebswerk der South Florida Railroad aus dem Jahre 1883 zurück. An dieser Stelle kreuzte sich die St. Cloud and Sugar Belt Railway mit der Florida Midland Railroad. Alle drei Unternehmen gingen später in der Atlantic Coast Line Railroad auf, die 1910 ihrerseits in Kissimmee ein neues, bis heute bestehendes Betriebswerk errichteten. Der Bahnhof wurde 1976 einer Erneuerung unterzogen, und 2004 nach Hurrikanschäden repariert.

## Anbindung
Der Bahnhof befindet sich in der südlichen Innenstadt von Kissimmee. Hier besteht Anschluss an die Busse der Busgesellschaft Lynx.
Am 30. Juli 2018 wurde eine Erweiterung der SunRail-Eisenbahnlinie von Pine Castle über Kissimmee nach Poinciana eröffnet. Im Zuge dessen wurde ein zweites Gleis mit eigenem Bahnsteig erbaut. Zudem wurde ein neuer Park&Ride-Parkplatz errichtet.

### Schiene
| Linie         | Laufweg                                                                        |
| ------------- | ------------------------------------------------------------------------------ |
| Silver Star   | Miami Airport – ... – Lakeland – Kissimmee – Orlando – ... – New York City     |
| Silver Meteor | Miami Airport – ... – Winter Haven – Kissimmee – Orlando – ... – New York City |
| SunRail       | Poinciana – Kissimmee – Osceola Parkway – ... – DeBary                         |